# Distretto di Sud Est
Il distretto di Sud Est è  un distretto dell'Eritrea nella Regione centrale eritrea (Maekel).